# Wanzen-Knabenkraut
Das Wanzen-Knabenkraut (Anacamptis coriophora (L.) R.M.Bateman, Pridgeon & M.W.Chase, Syn.: Orchis coriophora L.) ist eine Pflanzenart aus der Gattung der Hundswurzen (Anacamptis) in der Familie der Orchideen (Orchidaceae).

## Beschreibung

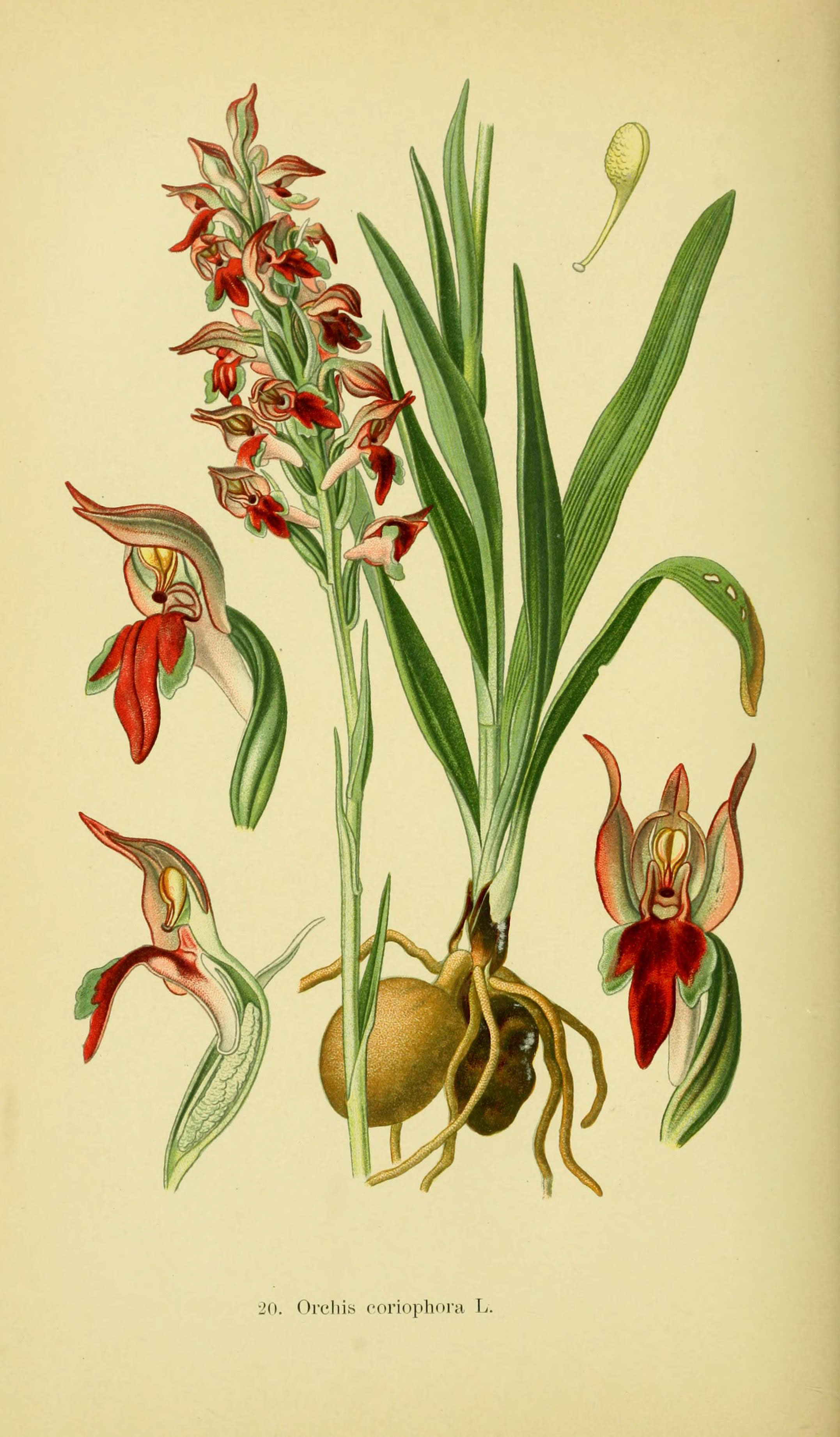
Illustration aus Abbildungen der in Deutschland und den angrenzenden Gebieten vorkommenden Grundformen der Orchideenarten, Tafel 20

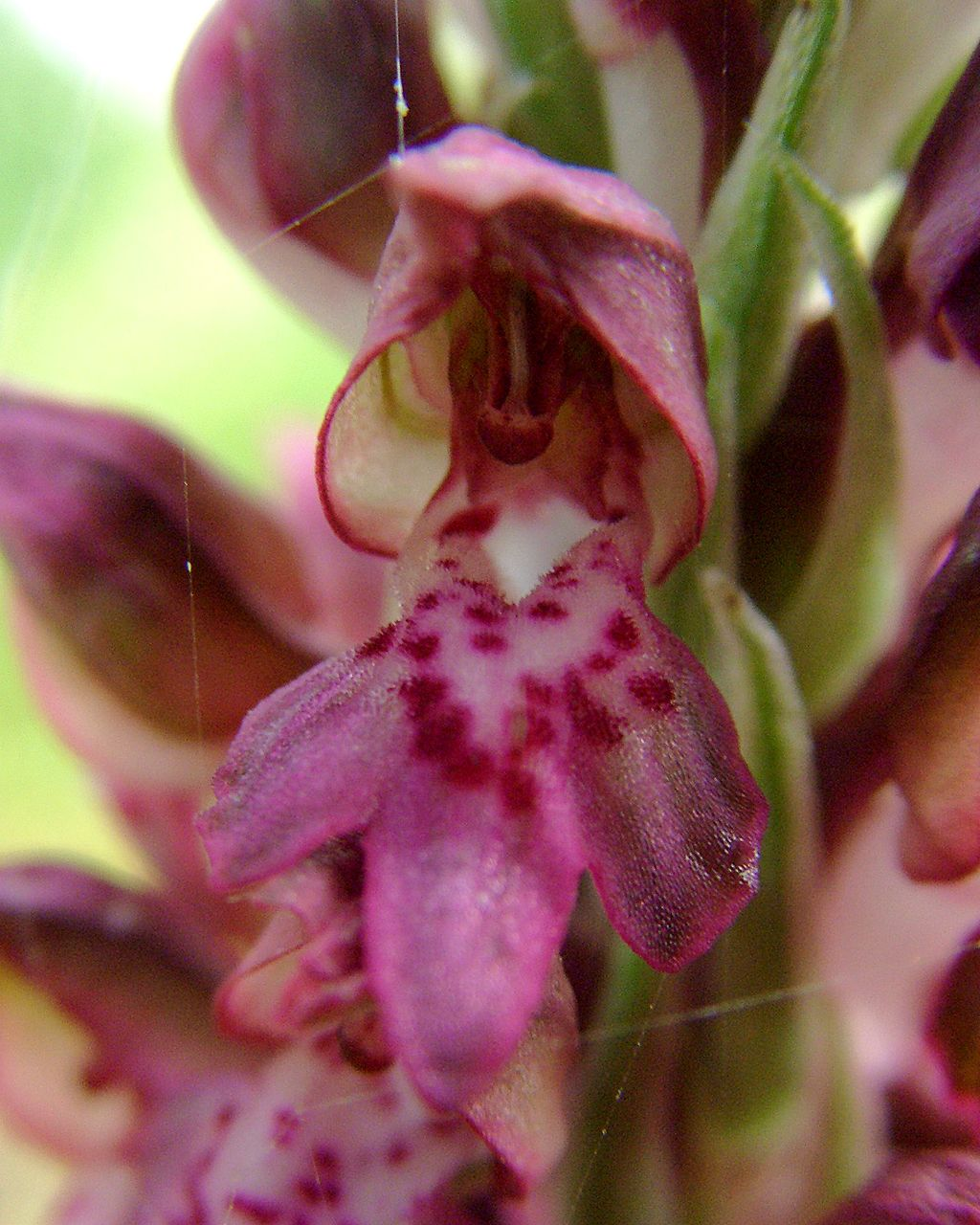
Zygomorphe Blüte

### Vegetative Merkmale
Das Wanzen-Knabenkraut ist eine sommergrüne, ausdauernde krautige Pflanze. Dieser Geophyt bildet zwei eirunde Knollen als Überdauerungsorgan. Die Wuchshöhe des schwach kantigen, hellgrünen Stängels reicht von 20 bis 50 Zentimetern.
Am Grund des Stängels sind ein bis zwei bräunliche Schuppenblätter und zwei bis vier rosettenartige Grundblätter vorhanden. Die einfachen, ungefleckten Grundblätter sind bei einer Länge von 10 bis 19 Zentimetern sowie einer Breite von 2 bis 5 Zentimetern breit-lanzettlich mit zugespitztem oberem Ende. Im oberen Teil des Stängels befinden sich zwei bis drei weitere Laubblätter, die aber nicht bis zum Blütenstand reichen.

### Generative Merkmale
Im schmal zylindrischen Blütenstand stehen 15 bis 40 Blüten dicht beieinander. Die grün bis rot-braun überlaufenen Tragblätter sind bei einer Länge von 9 bis 11 Millimetern sowie einer Breite von 2 bis 2,5 Millimetern lanzettlich.
Die relativ kleinen, zwittrigen Blüten sind zygomorph und dreizählig. Ihre Farbe der Blütenhüllblätter ist bräunlich, rot, rosa oder grünlich. Die Perigonblätter bilden einen schnabelartigen Helm. Die eiförmig zugespitzten Kelchblätter (Sepalen) sind etwa 6 bis 10 Millimeter lang und 2 bis 3 Millimeter breit. Die seitlichen Kronblätter (Petalen) sind linealisch, 4 bis 6 Millimeter lang und 1,5 bis 2 Millimeter breit. Die Lippe (Labellum) ist dreilappig, kegelförmig nach unten gebogen, 5 bis 10 Millimeter lang und 5 bis 6 Millimeter breit. Sie ist am Rand dunkler und in der Mitte mit purpurnen Punkten oder Strichen gezeichnet.
Die Blütezeit des Wanzen-Knabenkraut beginnt im Mittelmeerraum bereits im April, in Mitteleuropa Mitte Mai und endet Mitte Juli.

### Chromosomensatz
Die Chromosomenzahl beträgt 2n = 36 oder 38.

## Ökologie
Der Same dieser Orchidee enthält keinerlei Nährgewebe für den Keimling. Die Keimung erfolgt daher nur bei Infektion durch einen Wurzelpilz (Mykorrhiza).

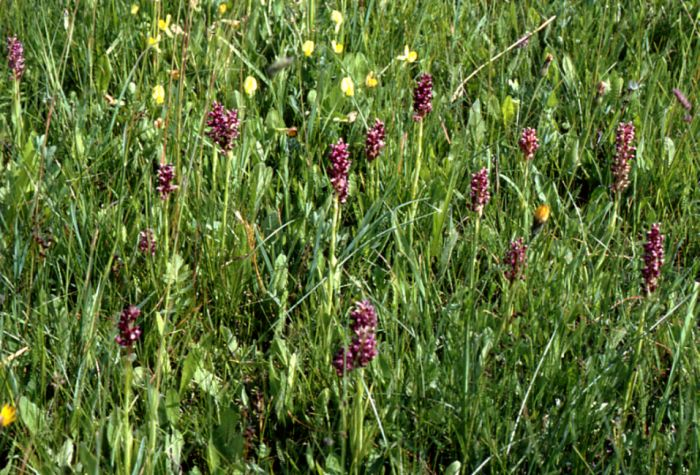
Das Wanzen-Knabenkraut am Standort im Burgenland

## Vorkommen
Das Verbreitungsareal erstreckt sich von Nordafrika über die iberische Halbinsel, die Balearen, Frankreich, Mitteleuropa, Süd- und Südosteuropa bis in Teile von Russland. In Europa ist das Wanzen-Knabenkraut in der meridional/montanen und temperaten, submediterranen Florenzone verbreitet.
In Deutschland ist das Wanzen-Knabenkraut nur noch mit einigen Restvorkommen im Schwarzwald, am Bodensee und in Bayern anzutreffen. Die Art ist in Deutschland durch die BArtSchV besonders geschützt.
In Österreich kommt die Art selten in den Bundesländern Burgenland, Wien, Niederösterreich, Steiermark, Kärnten und Salzburg vor. Im Alpengebiet gilt sie als stark gefährdet und im nördlichen und südöstlichen Vorland der Alpen ist es vom Aussterben bedroht.
Das Wanzen-Knabenkraut hat seinen Lebensraum in mageren, moorigen Feuchtwiesen, lichten Wäldern und Gebüschen, aber auch auf trockenen bis feuchten, basenreichen Humus- und Tonböden. Es findet sich in den Pflanzengesellschaften des Verbands Molinion caeruleae oder Calthion, kommt aber auch in wechselfrischen Gesellschaften des Arrhenatherion vor.
Die obere Grenze der Höhenverbreitung liegt bei etwa 2500 Metern (Marokko). Sonst hat nach Baumann und Künkele das Wanzenknabenkraut in Europa folgen Höhengrenzen: Deutschland 20–830 Meter, Frankreich 0–1800 Meter, Österreich 120–1150 Meter, Italien 1–1500 Meter, Österreich 120–1150 Meter, Schweiz 280–1500 Meter, Slowenien 20–1250 Meter, Spanien bis 2000 Meter.

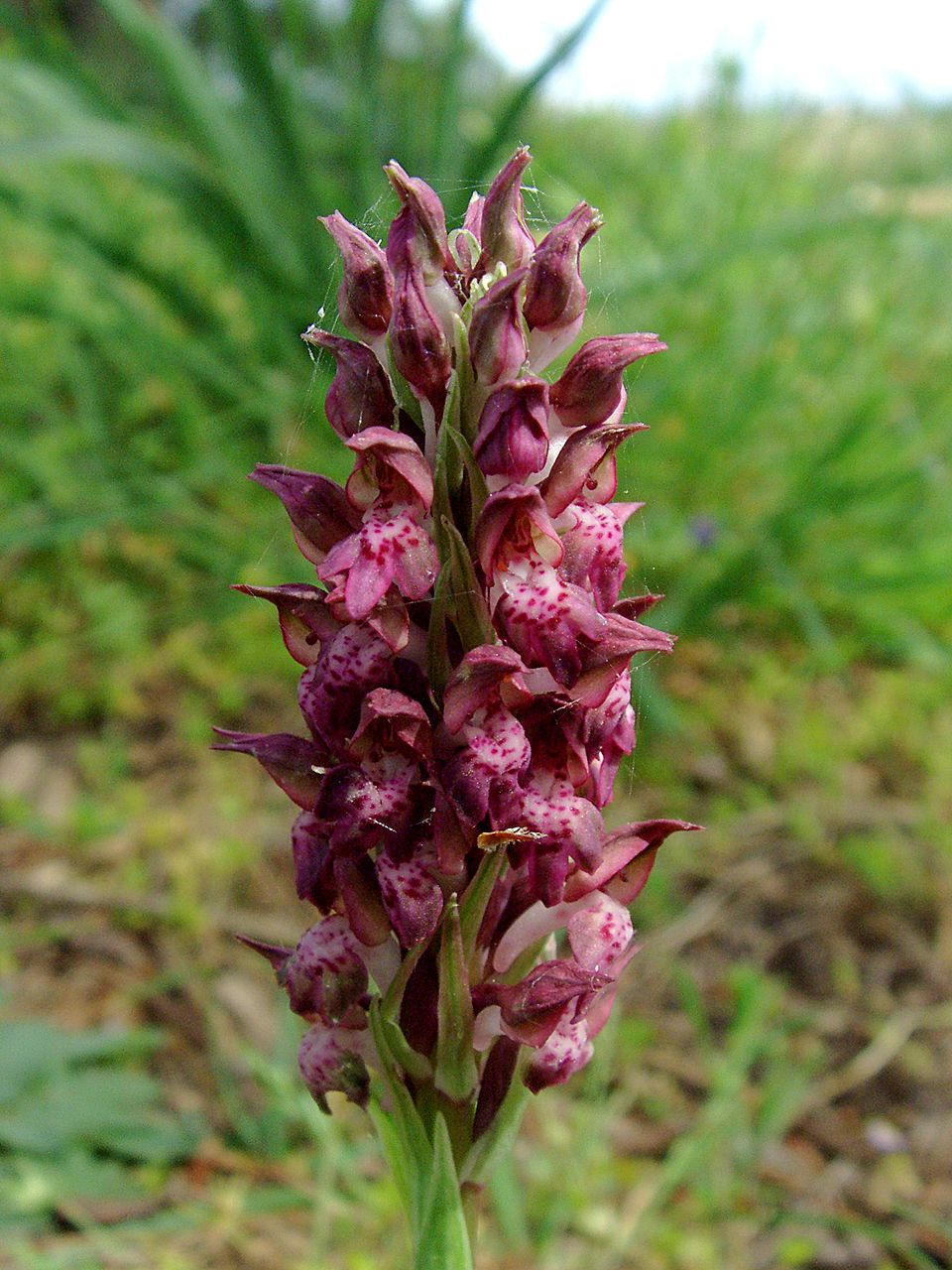
Blütenstand

## Naturschutz und Gefährdung
Wie alle in Europa vorkommenden Orchideenarten steht auch das Wanzen-Knabenkraut unter strengstem Schutz europäischer und nationaler Gesetze.
- Rote Listen:

- - Rote Liste Deutschland und Österreich: 1 (vom Aussterben bedroht)
  - Rote Liste deutsche Bundesländer: Baden-Württemberg:1, Bayern:1, Brandenburg:0, Hessen:0, Niedersachsen:0, Mecklenburg-Vorpommern:0, Nordrhein-Westfalen:0, Rheinland-Pfalz:0, Saarland:0, Sachsen:0, Sachsen-Anhalt:0, Thüringen:0.
  - Rote Liste österreichische Bundesländer: Vorarlberg, Oberösterreich und Steiermark  0 (ausgestorben), übrige Bundesländer 1 (vom Aussterben bedroht)
- Rote Liste Schweiz: stark gefährdet
  - Regionen: stark gefährdet im Nordjura, im östlichen Mittelland, in den Westlichen Zentralalpen, den Östlichen Zentralalpen, den Östlichen Nordalpen und in den Südalpen.
  - ausgestorben im Westjura, in der Nordostschweiz, im Westlichen Mittelland und den westlichen Nordalpen.

Das Wanzen-Knabenkraut ist eine der am stärksten vom Aussterben bedrohten Orchideen Deutschlands und Österreichs. Nur in einigen Gebirgsteilen Südosteuropas ist die Art noch etwas häufiger. Bis zum Beginn des 20. Jahrhunderts war diese Art noch in ganz Mitteleuropa vertreten. Heute gibt es in Mitteleuropa nur noch einige wenige Restvorkommen, in Deutschland in Baden-Württemberg und Bayern, die den allergrößten Schutzstatus genießen. Einige Standorte konnten jedoch auch trotz Schutz und Pflege nicht erhalten werden. Der Grund dafür ist noch nicht restlos geklärt, wahrscheinlich ist Stickstoffeintrag aus der Luft einer der Hauptgründe. Da das Wanzen-Knabenkraut als extrem konkurrenzschwach gilt, wird es sehr schnell von anderen Pflanzenarten verdrängt und verschwindet recht schnell. Die wohl größte Gefährdung der noch verbliebenen Populationen dürfte durch Pflanzenraub gegeben sein. Immer wieder werden Standorte geplündert; dies geschah zuletzt 2011 in größerem Ausmaß in einem Biotop am Lech, wo laut Angabe des Arbeitskreises Heimischer Orchideen Bayern e. V. (AHO) circa 50 Pflanzen ausgegraben wurden.
- Orchidee des Jahres:

Im Jahr 1997 wurde das Wanzen-Knabenkraut vom Arbeitskreis Heimischer Orchideen (AHO) in Deutschland zur „Orchidee des Jahres“ erklärt, um auf die hohe Schutzwürdigkeit und die Problematik der Zerstörung der Biotope aufmerksam zu machen.

## Systematik
Die Erstveröffentlichung erfolgte 1753 unter dem Namen (Basionym) Orchis coriophora durch Carl von Linné in Species Plantarum, S. 940.
Es wurde im Jahr 1753 von Carl von Linné in seinem Werk Species Plantarum erstbeschrieben und ist seit Anfang des 20. Jahrhunderts eine der am meisten vom Rückgang bedrohten mitteleuropäischen Orchideenarten. Diese Art ist seit 1997 unter dem Namen Anacamptis coriophora (L.) R.M.Bateman, Pridgeon & M.W.Chase (1997) der Gattung Hundswurzen (Anacamptis) zugeordnet. Synonyme sind beispielsweise Anteriorchis coriophora (L.) E.Klein & Strack (1989).
Bei einer Revision der Orchideenarten auf der Basis von genetischen Merkmalen durch Bateman et al. 1997 wurde das Wanzen-Knabenkraut gemeinsam mit einigen weiteren Arten in die Gattung Hundswurzen (Anacamptis) als Anacamptis coriophora (L.) R.M.Bateman, Pridgeon & M.W.Chase (1997) eingeordnet. In Exkursionsfloren ist teilweise die alte Systematik zu finden.

### Unterarten, Varietäten und Hybriden nach alter Systematik
Vom Wanzen-Knabenkraut sind eine große Anzahl von Unterarten, Varietäten und Formen beschrieben worden, die von verschiedenen Autoren teilweise zu Arten erhoben wurden.
| - Orchis coriophora subsp. carpetana (Willk.) Malag. (1968) - Orchis coriophora subsp. fragrans (Pollini) K.Richt. (1890) | - Orchis coriophora subsp. martrinii (Timb.-Lagr.) Nyman (1882) - Orchis coriophora subsp. olida (Bréb.) Nyman (1890) |

| - Orchis coriophora var. carpetana Willk. (1870) - Orchis coriophora var. cassidea (M.Bieb.) Nyman (1882) - Orchis coriophora var. dolichoceras Maire (1939) - Orchis coriophora var. elongata Maire (1940) - Orchis coriophora var. fragrans (Pollini) Boiss. (1842) - Orchis coriophora var. lusciniarum Maire (1939) | - Orchis coriophora var. major E.G.Camus (1900) - Orchis coriophora var. polliniana (Spreng.) Pollard (1824) - Orchis coriophora var. sennenii A.Camus (1928) - Orchis coriophora var. subsancta Balayer (1986) - Orchis coriophora var. symphypetala Brot. (1827) |

Das Wanzen-Knabenkraut hybridisiert mit nahe verwandten Arten wie mit der Pyramiden-Hundswurz (Anacamptis pyramidalis), dem Kleinen Knabenkraut (Orchis morio) oder mit dem Sumpf-Knabenkraut (Orchis palustris).
- ×Anacamptorchis simarrensis E.G.Camus (1908) – (Orchis coriophora × Anacamptis pyramidalis)
- Orchis × olida Bréb. (1835) – (Orchis coriophora × Orchis morio)
- Orchis × timbalii Velen. (1882) – (Orchis coriophora × Orchis palustris)
- Orchis × parvifolia Chaub. (1821) – (Orchis coriophora × Orchis laxiflora)

## Bildergalerie

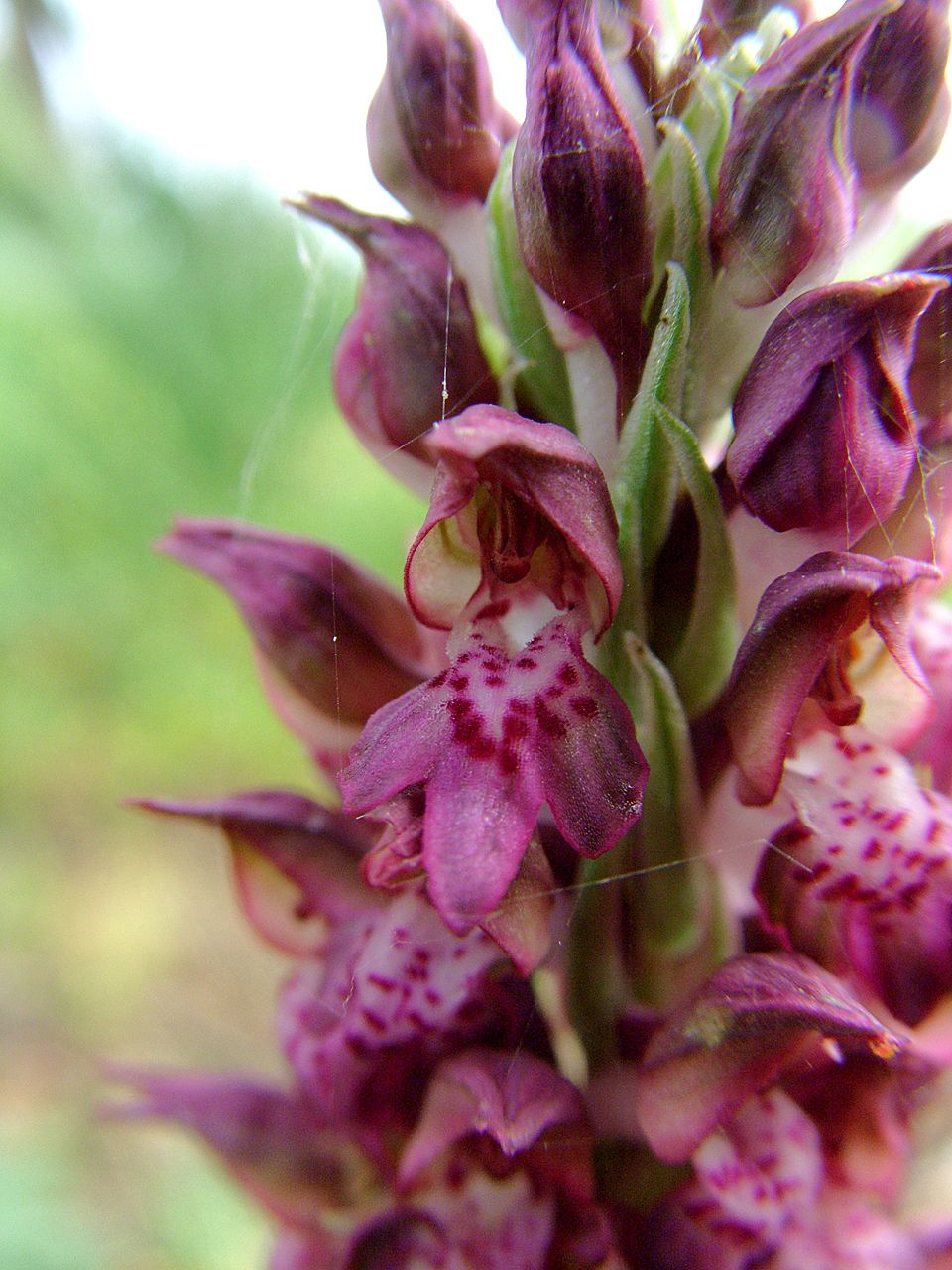
Spanien – Mallorca
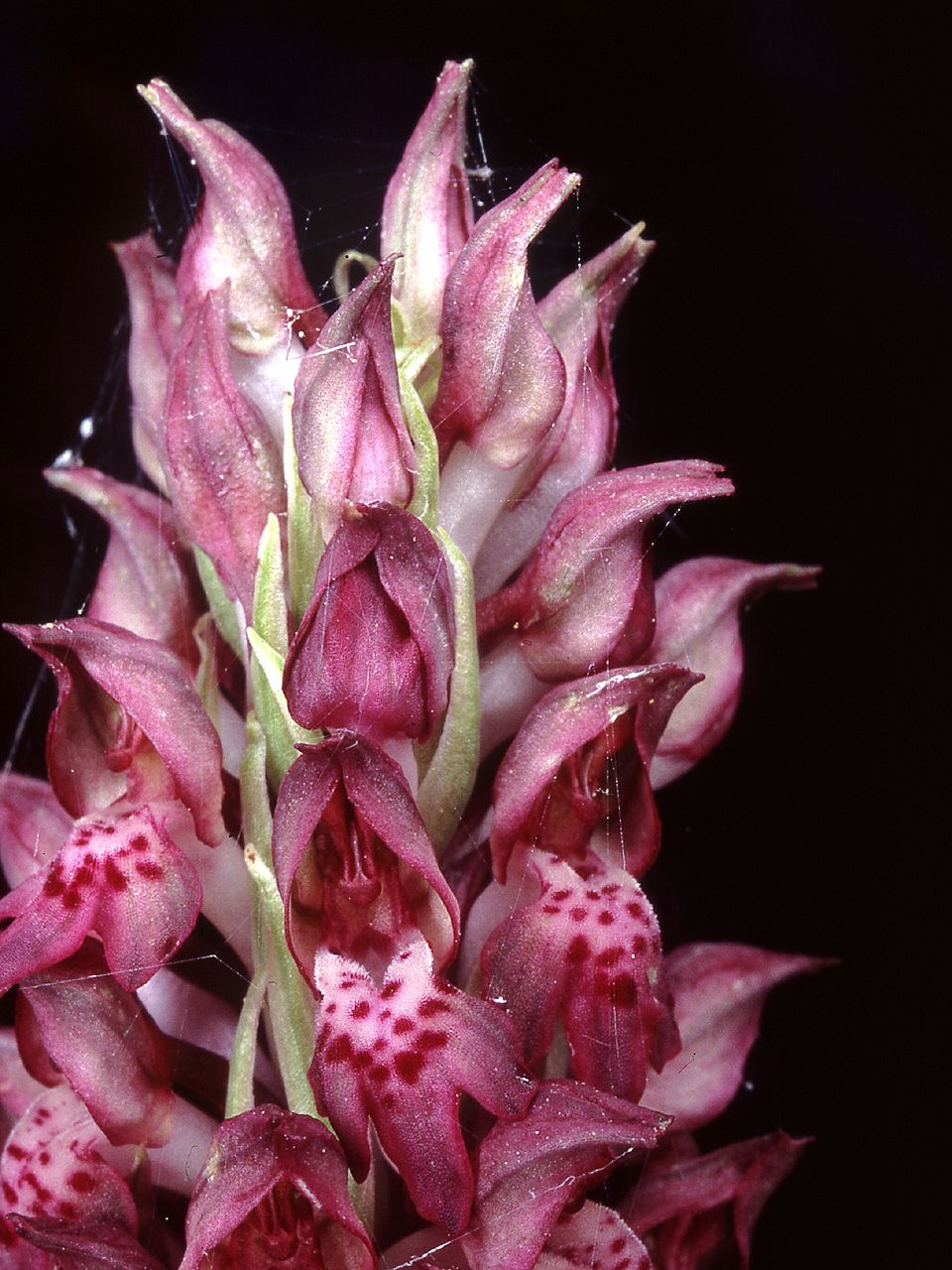
Spanien – Mallorca
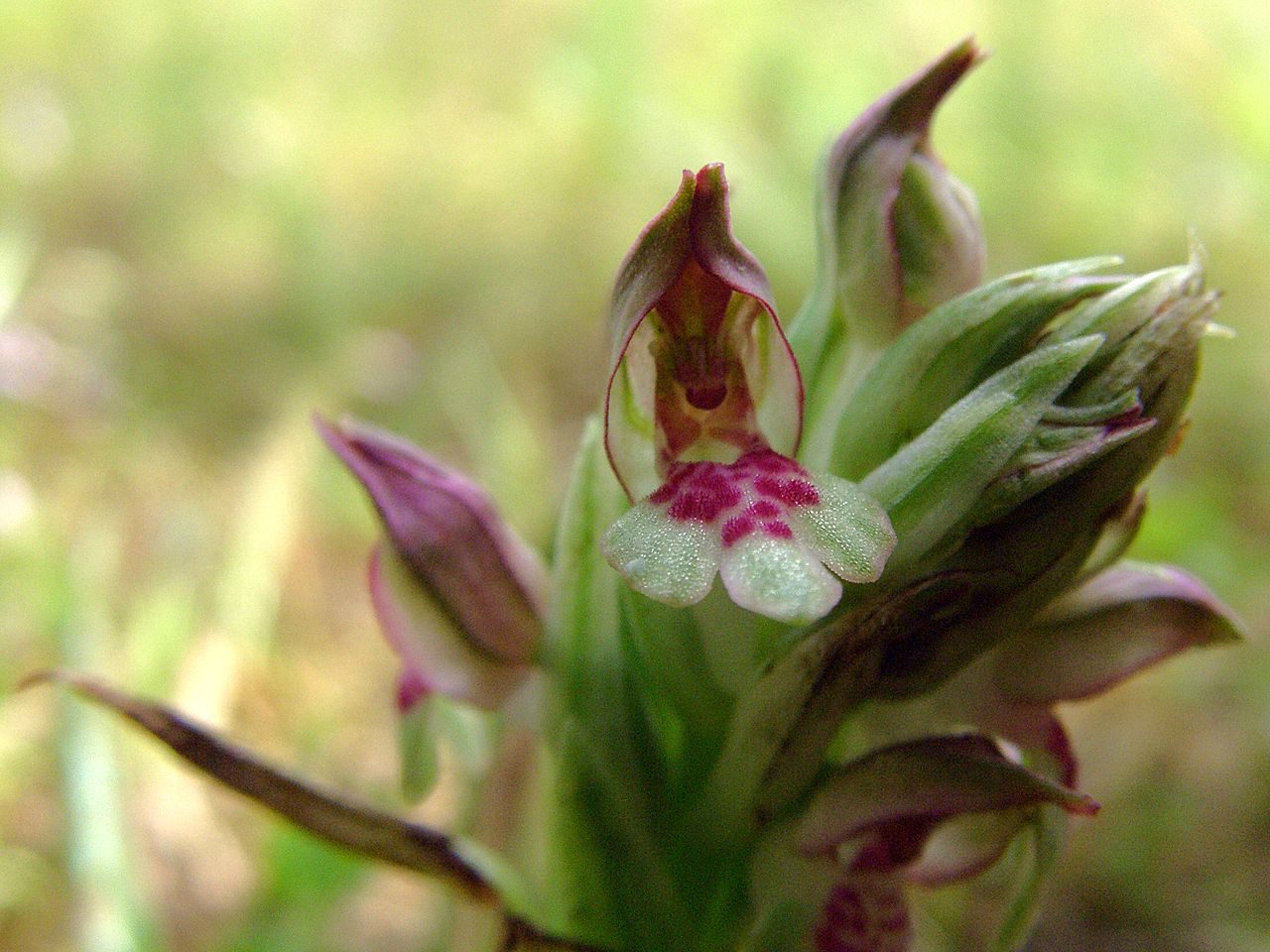
Spanien – Mallorca
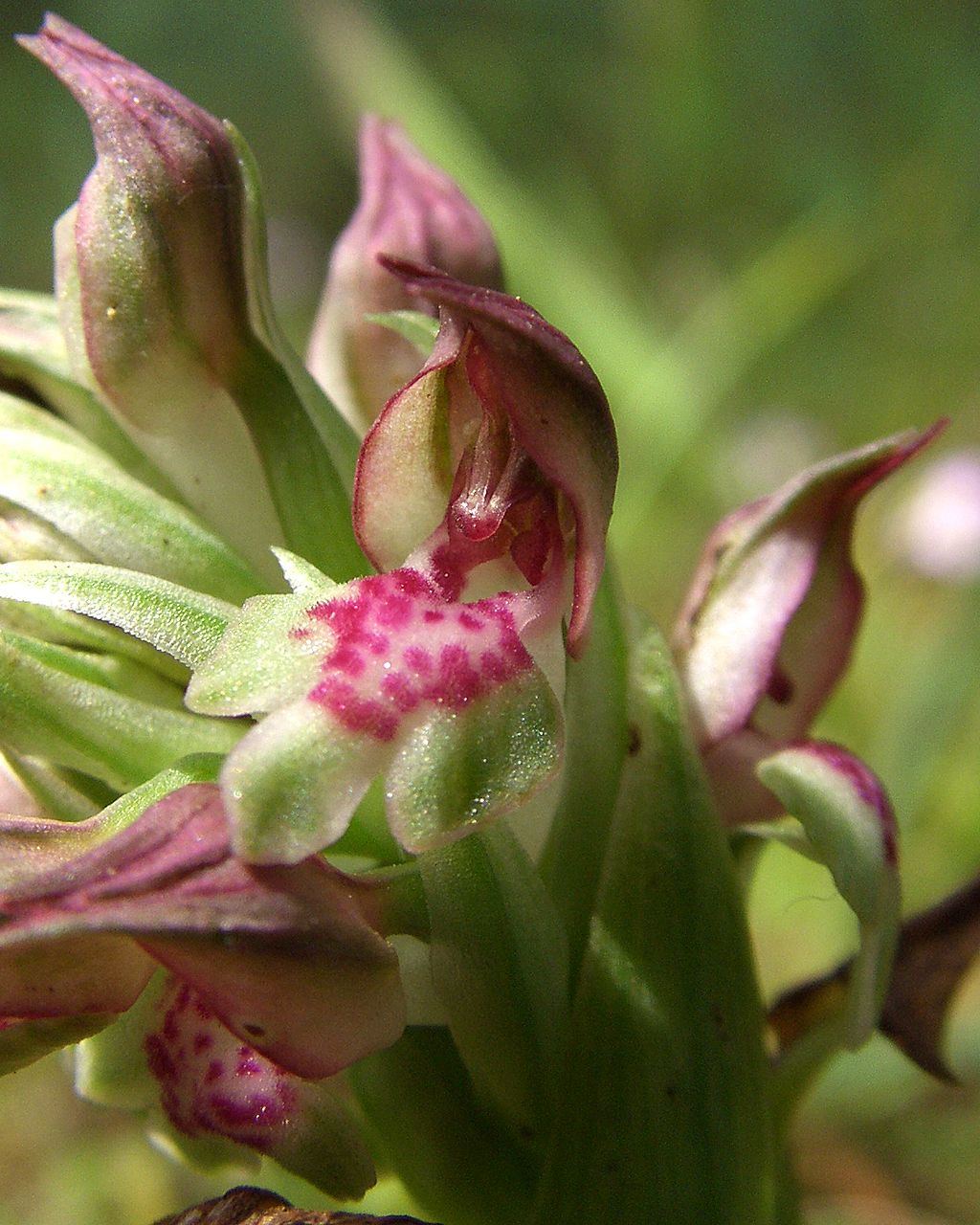
Spanien – Mallorca
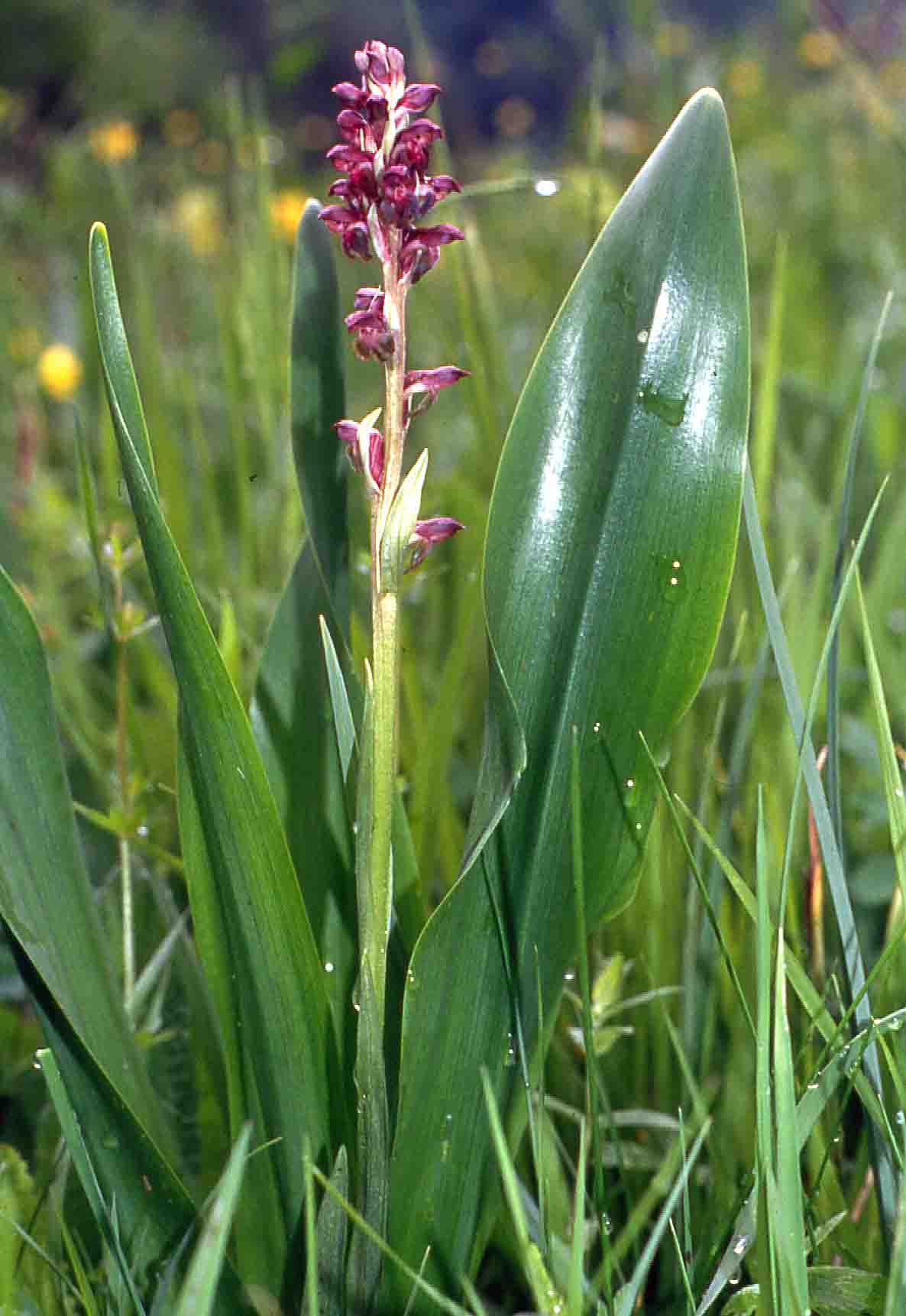
Orchis coriophora, im Bild mit (großen) Blättern der Herbst-Zeitlose, bei Razloge, Grenze Slowenien-Kroatien
Standort in Bayern
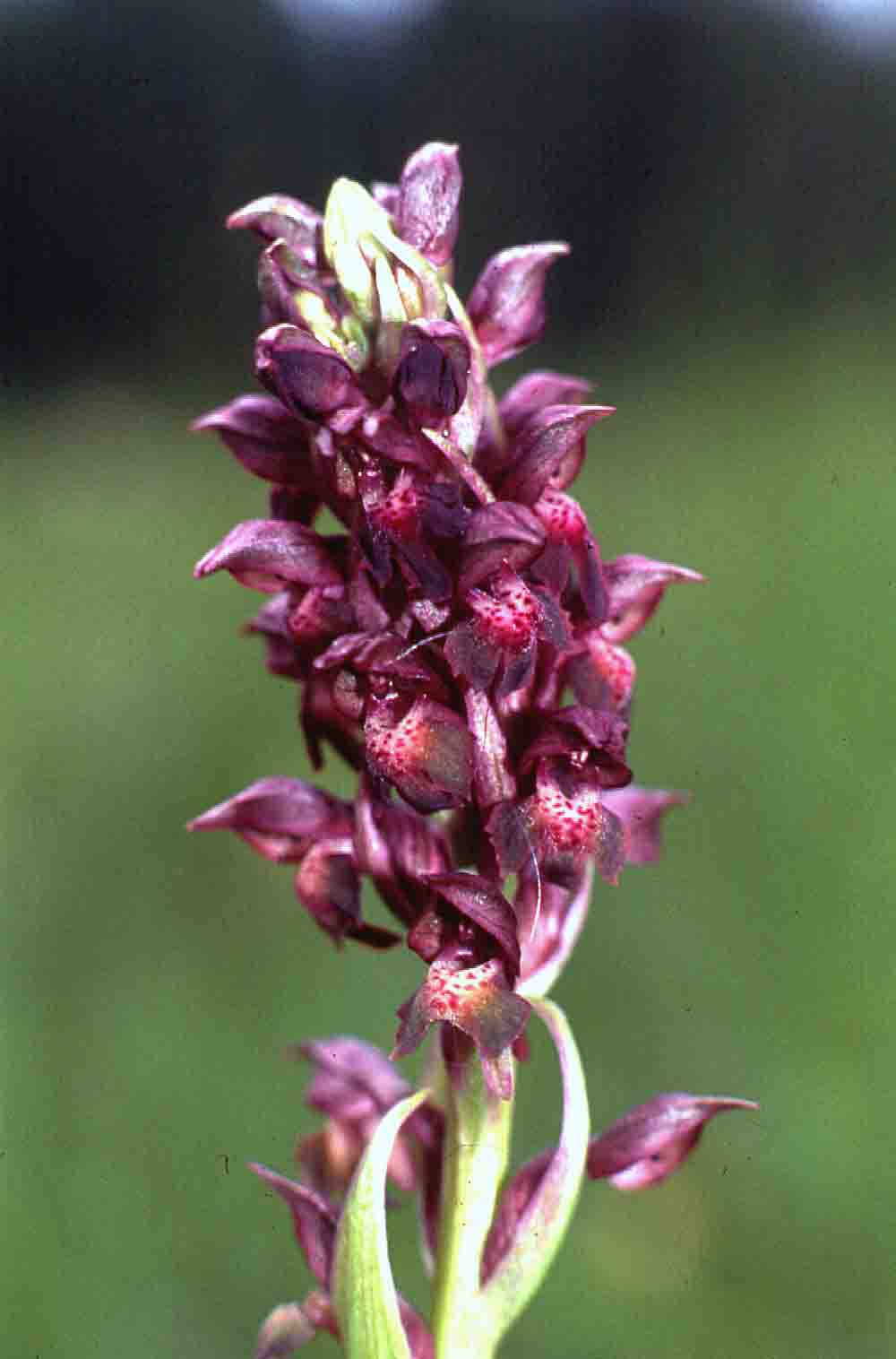
Blütenstand in Bayern bei Landsberg am Lech